# Daniel Bautista
Daniel Bautista Rocha  (ur. 4 sierpnia 1952 w El Salado w stanie San Luis Potosí) – meksykański lekkoatleta chodziarz, mistrz olimpijski z 1976 z Montrealu. 
Specjalizował się w chodzie na 20 kilometrów. Zwyciężył w tej konkurencji na igrzyskach panamerykańskich w Meksyku w 1975, przez co stał się jednym z faworytów igrzysk olimpijskich w 1976 w Montrealu. Nie zawiódł i zdobył tam złoty medal przed chodziarzami z NRD Hansem-Georgiem Reimannem i obrońcą tytułu Peterem Frenkelem. 
W 1977 i 1979 Bautista zwyciężył w chodzie na 20 kilometrów w Pucharze Świata, a w 1978 na igrzyskach Ameryki Środkowej i Karaibów w Medellín. Obronił także tytuł mistrzowski na igrzyskach panamerykańskich w 1979 w San Juan. Na igrzyskach olimpijskich w 1980 w Moskwie został zdyskwalifikowany w chodzie na 20 kilometrów na 1800 m przed metą. Startował również na tych igrzyskach w chodzie na 50 kilometrów, ale musiał zrezygnować po 30 kilometrach. Wkrótce potem zakończył karierę.
W latach 1976-1980 czterokrotnie ustanawiał najlepszy światowy wynik w chodzie na 20 kilometrów (do czasu 1:21:00 uzyskanego 30 marca 1980 w Xalapa-Enríquez).